# Samuel Hirsch

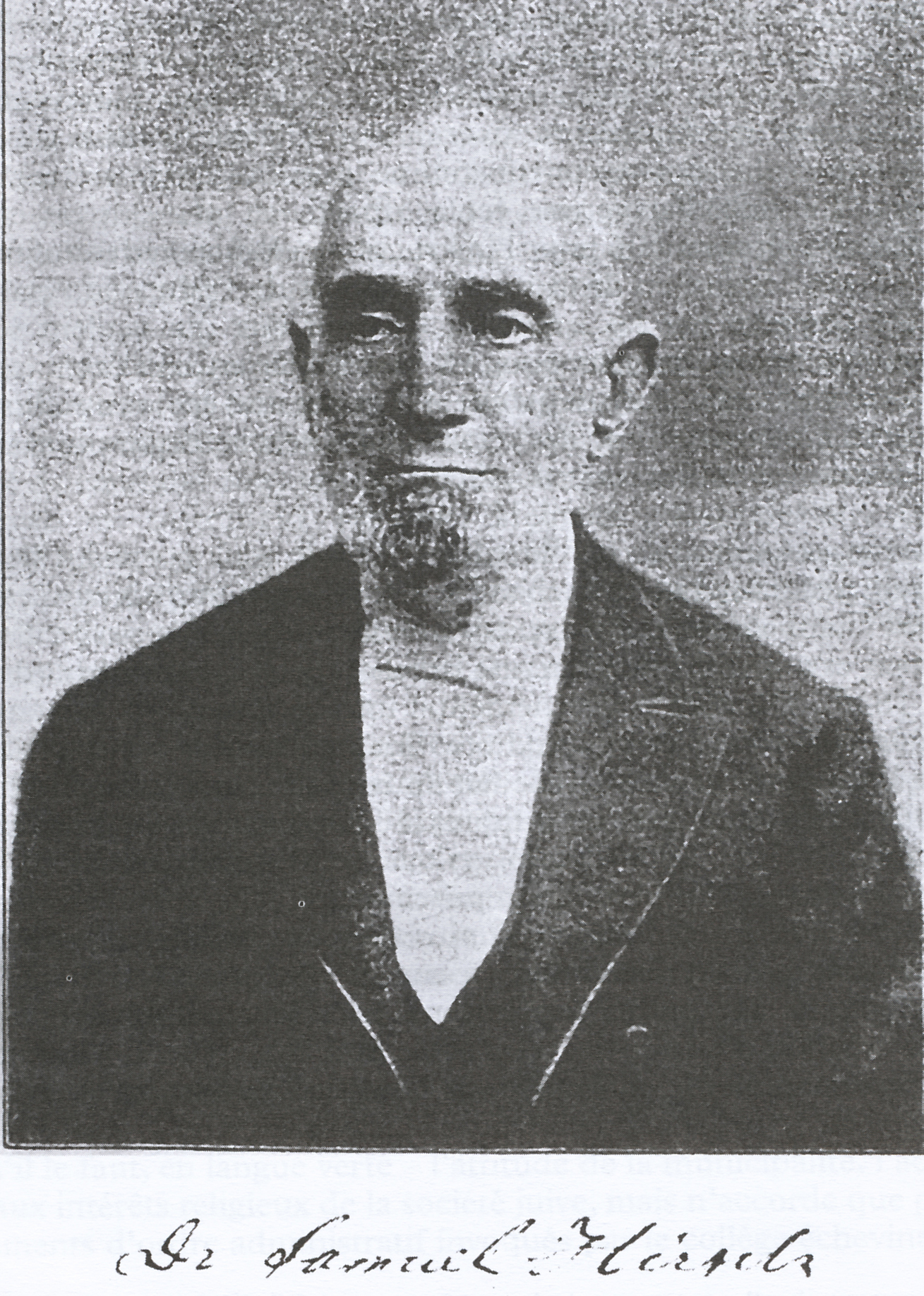
Samuel Hirsch

Samuel Hirsch (geboren am 8. Juni 1815 in Thalfang bei Trier; gestorben am 14. Mai 1889 in Chicago) war Rabbiner, Religionsphilosoph und Vertreter des Reformjudentums zunächst in Deutschland, dann in den USA.

## Leben
Samuel Hirsch studierte an den Universitäten Bonn und Berlin, erhielt seine rabbinische Ausbildung in Metz in Frankreich und danach, bis 1835, in Mainz. 1838 wurde in Berlin eine Predigt gedruckt, die der junge Hirsch am 17. Juni 1838 anlässlich einer „Einsegnungsfeier“ (Bar Mizwa) gehalten hatte: Was ist Judenthum und was dessen Verhältniss zu andern Religionen? Darin verkündet er sein Ziel, die Entwicklung eines „modernen“ Judentums, das er dem Christentum als ebenbürtig ansieht.
Hirsch war ab 1839 Rabbiner auf Probe in Dessau und wurde 1841 aus dem Amt gedrängt. Durch die Unterstützung von Freunden konnte er jedoch weiter in Dessau bleiben und arbeitete vor allem an seiner „Religionsphilosophie der Juden“. Sie stellt den ersten Band eines umfangreichen Werkes unter dem Titel Das System der religiösen Anschauung der Juden dar, das neun Bände umfassen sollte. Das erste Kapitel dieses Buches („Das Ansich der aktiven Religiosität und der Abfall von ihr“) genügte der Universität Leipzig, um ihn 1842 zum Dr. phil. zu promovieren.
Von 1843 bis 1866 war Hirsch der Großrabbiner des Großherzogtums Luxemburg, ernannt durch den niederländischen König Wilhelm II., der in Personalunion auch Großherzog war. Dort schloss er sich der Freimaurerloge „Les enfants de la concorde fortifiée“ an und war dort sehr aktiv. 1853/54 hielt er dort acht Vorträge über die „Religion der Zukunft“, die 1854 unter der dem Titel Die Humanität als Religion gedruckt wurden.
Samuel Hirsch heiratete 1845 Louise Micholls (* 1823) und wurde Vater von vier Söhnen. Ein Sohn starb bereits im Alter von vier Monaten.
Auf den deutschen Rabbinerversammlungen der Jahre 1844 und 1845 vertrat er eine „radikale“ Reform des Judentums, für die damals in Europa die Zeit noch nicht reif war. An der Versammlung 1846 nahm er aus familiären Gründen nicht persönlich teil, sondern übersandte den Anwesenden seine schriftliche Stellungnahme Die Sabbathfrage vor der 3. Rabbinerversammlung in Breslau. Darin vertrat er die Meinung, dass eine jüdische Gemeinde ihre Sabbatfeier auch an einem anderen Tag abhalten dürfe, um allen Mitgliedern eine wirkliche Heiligung des Sabbats zu ermöglichen. 1848 wurde er Mitherausgeber der Zeitung Der Volksfreund, deren Erscheinen allerdings schon 1849 eingestellt wurde. Man vertrat darin eine bewusst liberale Gegenposition zu der im März 1848 unter anderem von Eduard Michelis gegründeten (katholischen) Zeitung Luxemburger Wort für Wahrheit und Recht, in der gegen Juden und Freimaurer Stellung bezogen wurde. Insbesondere der „Judenrabbiner“ Hirsch war häufig Zielscheibe der Angriffe.
Als Hirsch 1866 einen Ruf als Rabbiner der Reformgemeinde in Philadelphia als Nachfolger David Einhorns erhielt, wanderte er in die USA aus. Er gründete dort die Orphan’s Guardian Society sowie den ersten US-amerikanischen Zweig der Alliance Israélite Universelle und wurde Vorsitzender der ersten Konferenz der US-amerikanischen (de facto) (Reform-)Rabbiner (Philadelphia 1869). Als solcher hatte er großen Anteil an der Ausformulierung der Grundsätze des Reformjudentums. Er blieb 22 Jahre Rabbiner in Philadelphia, wurde 1888 pensioniert und zog zu seinem Sohn, Emil Gustav Hirsch, der ebenfalls Philosoph und Rabbiner war, nach Chicago, wo er bald darauf verstarb.
Samuel Hirsch unternahm den Versuch, zwischen einem „bleibenden ideellen Kern“ und einem der Tagesnotwendigkeit unterliegenden bloß „äußerlichen Ritus“ des Judentums zu unterscheiden, so in seinem 1856 in Luxemburg erschienenen Systematischen Katechismus der israelitischen Religion. Er nahm auf Basis dieser Lossprechungsformel radikalste Änderungen vor, z. B. die eifrig verfochtene Einführung des Sonntagsgottesdienstes.
In seinen philosophischen Schriften wandte er die Hegelsche Dialektik an. Er argumentierte aber gegen Hegel, der das Judentum in seiner Hierarchie der Religionen noch unterhalb der heidnischen Naturreligionen angesiedelt hatte, dass das Judentum und das (Ur-)Christentum als Religionen der Freiheit jeglicher Naturreligion absolut überlegen seien (Die Religionsphilosophie der Juden, Leipzig 1842, Hirschs unvollendet gebliebenes Hauptwerk). Das Judentum selbst sei bis zur Überwindung der von Paulus herrührenden „Verknüpfung von Judentum und Heidentum“ ein auf Absonderung angelegtes „Vorbild der neuen Menschheit“.
In seiner Antwort auf Bruno Bauer (Die Judenfrage) widersprach er dessen These, Juden müssten sich taufen lassen, um sich zu emanzipieren.
Hirschs Leitspruch „Verständigung ist das Losungswort unserer Zeit“ war die Grundlage seiner Lehre.

## Weitere Werke
- Friede, Freiheit und Einheit. Sechs Predigten, gehalten in der Synagoge zu Dessau. 1839.
- Die Religionsphilosophie der Juden oder das Prinzip der jüdischen Religionsanschauung und sein Verhältnis zum Heidentum, Christentum und zur absoluten Philosophie. Leipzig: Hunger, 1842. ISBN 978-3-487-07719-2.
- Das Judenthum, der christliche Staat und die moderne Kritik. Briefe zur Beleuchtung der Judenfrage von Bruno Bauer. Heinrich Hunger, Berlin 1843 Digitalisat.
- Die Messiaslehre der Juden in Kanzelvorträgen. 1843.
- Die Reform im Judenthum und dessen Beruf in der gegenwärtigen Welt. Leipzig 1844.
- Die Humanität als Religion. Trier 1854. Neuere Ausgabe: Rarebooksclub.com, 2012, ISBN 978-1-235-01508-3.
- Systematischer Katechismus Der Israelitischen Religion. Luxemburg 1856. Neuere Ausgabe: Nabu Press, 2012, ISBN 978-1-277-42151-4.
- Die Lehre, die uns Moscheh anbefohlen. Philadelphia 1867.